# Thom Jones
Thomas Douglas Jones, detto Thom (Aurora, 26 gennaio 1945 – Olympia, 14 ottobre 2016), è stato uno scrittore statunitense.

## Biografia
Thomas Douglas Jones nasce il 26 gennaio 1945 ad Aurora, nell'Illinois, dal pugile professionista Joseph Jones e da Marilyn Carpenter, un'agente immobiliare. Cresciuto nella città natale, frequenta l'Università delle Hawaii e successivamente l'Università del Washington dove si laurea nel 1970 e l'Università dell'Iowa dove consegue un Master of Fine Arts nel 1973.
Dopo aver lavorato come copywriter pubblicitario e bidello per 11 anni, periodo caratterizzato da un grande amore per la lettura, ma anche da problemi legati all'alcolismo, alla depressione e al diabete, comincia ad inviare le sue short stories a riviste e quotidiani e un suo racconto, The Pugilist at Rest, viene pubblicato sul New Yorker nel 1991 vincendo due anni dopo il Premio O. Henry.
Autore di tre raccolte di racconti (più una postuma), muore il 14 ottobre 2016 ad Olympia, nello stato di Washington, in seguito alle complicanze del diabete.

## Opere principali

### Racconti
- Il pugile a riposo (The Pugilist at Rest, 1993), Roma, Minimum Fax, 2001 traduzione di Martina Testa ISBN 88-87765-38-3.
- Ondata di freddo (Cold Snap, 1995), Roma, Minimum Fax, 2003 traduzione di Martina Testa ISBN 88-87765-73-1.
- Sonny Liston era mio amico (Sonny Liston Was a Friend of Mine, 1999), Roma, Minimum Fax, 2000 traduzione di Martina Testa ISBN 88-87765-20-0.
- Il treno notturno (Night Train: New and Selected Stories, 2018)[6], Roma, Minimum Fax, 2021 traduzione di Martina Testa ISBN 978-88-3389-231-3.

## Premi e riconoscimenti
- Premio O. Henry: 1993 vincitore con il racconto The Pugilist at Rest
- National Book Award per la narrativa: 1993 finalista con la raccolta Il pugile a riposo